# 昌平西山口站
昌平西山口站，是一个位于中国北京市昌平区十三陵镇旧西路、南涧路交叉口，属于北京地铁昌平线的地铁站，截止2024年也是北京地铁线网最北端车站。该站于2015年12月26日随昌平线二期开通而投入使用。

## 概况
车站位于北京市昌平区十三陵镇，南涧路与旧西路路口，大致呈东西走向布置。车站因位于西山口村内而得名。
昌平线二期原计划在十三陵景区站设置终点，但在2013年线路方案发生变化，终点从十三陵景区站向西北方向延长了一站，增设的车站就是昌平西山口站。

## 结构
车站为地下二层三跨车站，地下一层为站厅层，地下二层为站台层。岛式站台布置。站台中部有2组通向站厅的扶梯。

### 站台结构图
| 地面 |                    | 出入口                           |  |  |
| B1层 | 昌平线站厅         | 客服中心、自动售票机、进出站闸机 |  |  |
| B2层 |                    | 昌平线终点站 下车站台            |  |  |
|      | 岛式站台，左侧开门 |                                  |  |  |
|      |                    | 昌平线 往蓟门桥 （十三陵景区）   |  |  |

## 图集

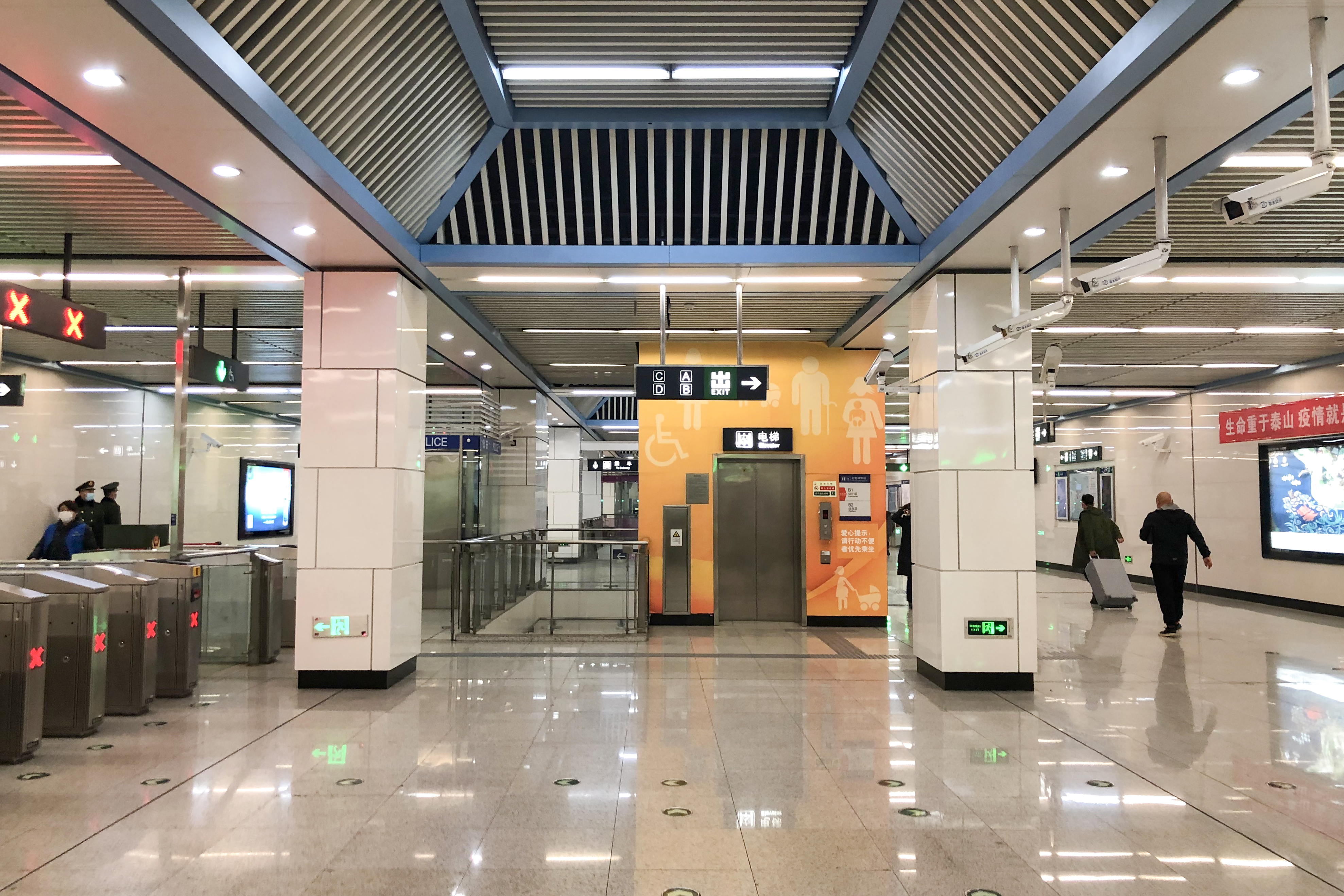
站厅（2021年3月摄）
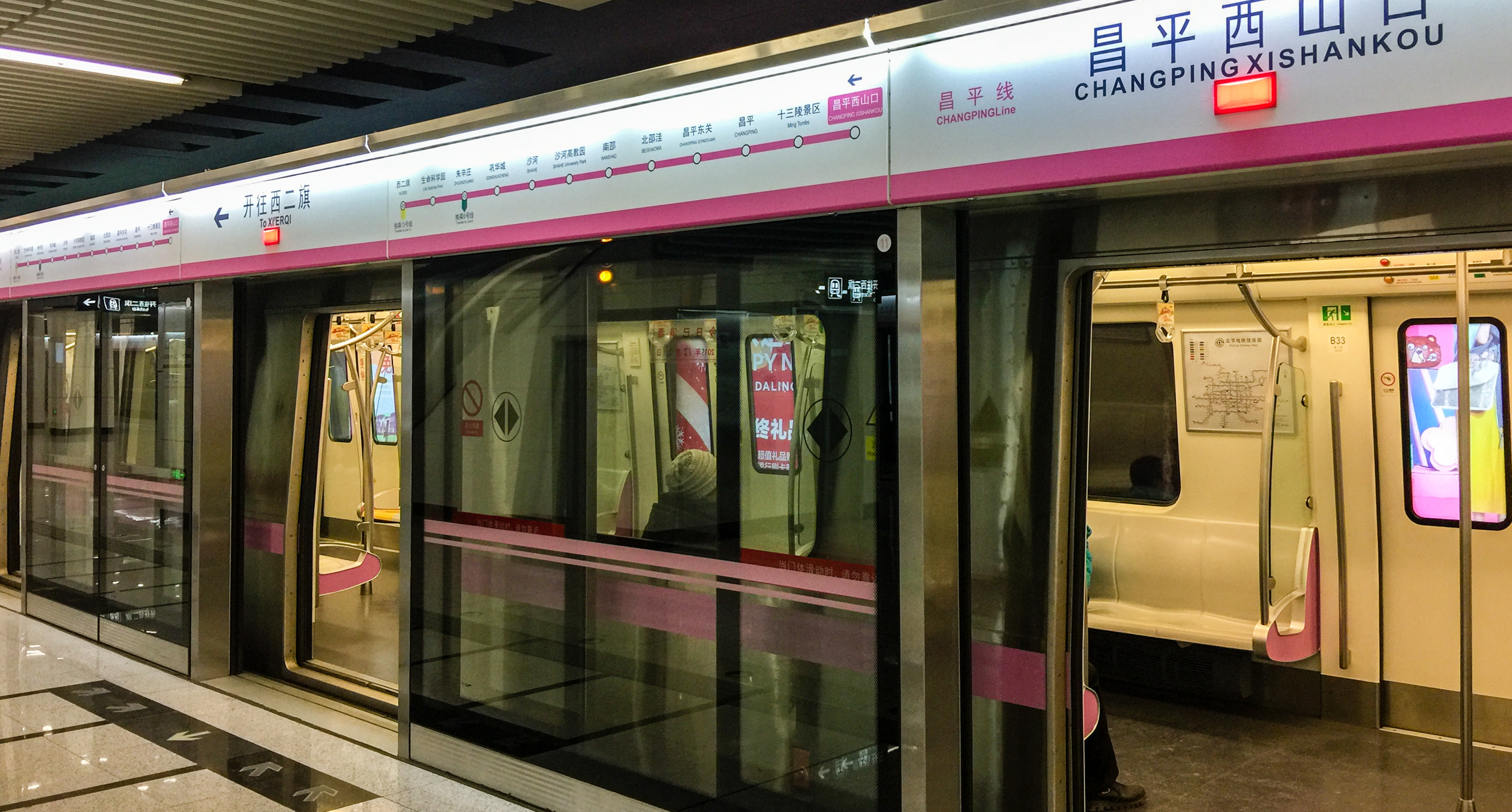
站台（2015年12月摄）

## 出入口
车站共有4个出入口，直梯位于B口。
|                       |        |                  |      |            |
| 编号                  | 指示   | 建议前往的目的地 | 照片 | 无障碍设施 |
| 出口 · A              | 南涧路 | 北京大学昌平校区 |      | 不適用     |
| 出口 · B · 升降机标志 | 南涧路 |                  |      |            |
| 出口 · C              | 南涧路 | 十三陵中心小学   |      | 不適用     |
| 出口 · D              | 南涧路 |                  |      | 不適用     |
| 註： 設有             |        |                  |      |            |

## 车站周边
- 北京大学昌平校区
- 北京奥林射击场